# کریستوفر بادر
کریستوفر بادر (انگلیسی: Christopher Bauder؛ زادهٔ ۱ ژانویهٔ ۱۹۷۳) یک هنرمند آلمانی است که بر روی تاسیسات هنری در مقیاس بزرگ و طراحی های نور تمرکز دارد.